# Fenoldopam
Le fenoldopam est un médicament utilisé dans le traitement de l'hypertension artérielle. Il a été retiré de la commercialisation aux États-Unis. Il a été vendu sous le nom de marque Corlopam.

## Mode d'action
Le fenoldopam est un agoniste du récepteur de la dopamine D1 qui entraîne une dilatation des vaisseaux sanguins,. Il s'agit d'un dérivé de la benzazépine.

## Usage médical
Le fenoldopam est un médicament utilisé pour traiter l'hypertension artérielle. Il est notamment utilisé à court terme en cas d'urgence hypertensive. Le médicament est administré par injection continue dans une veine. Les effets commencent dans les 10 minutes et durent jusqu'à une heure.

## Efficacité
L'efficacité du fenoldopam pour prévenir l'insuffisance rénale aiguë n'a pas été prouvée.

## Effets secondaires
Les effets secondaires du fenoldopam comprennent des maux de tête, des bouffées vasomotrices, des nausées ou une pression artérielle basse. D’autres effets secondaires peuvent inclure l'anaphylaxie, des palpitations, un faible taux de potassium et une augmentation de la pression oculaire . Le risque de ce médicament pendant la grossesse n’est pas clair.

## Histoire
Le fenoldopam a été approuvé pour un usage médical aux États-Unis en 1997, mais a été retiré avec un arrêt de fabrication en 2023.  Aux États-Unis, le prix était d'environ 400 dollars américains  pour 10 mg en 2021.